# Patinatge artístic als Jocs Olímpics d'hivern de 2018 - Equips
La competició per equips va ser una competició de patinatge artístic sobre gel als Jocs Olímpics d'Hivern de 2018 que va ser disputada entre el 9 i el 12 de febrer de 2012 al Gangneung Ice Arena, a Gangneung, Corea del Sud. Va tenir lloc en tres dies compresos entre el 9 i el dotze de febrer, amb els programes curts i els balls curts tenint lloc el 9 i 11 de febrer i els balls lliures els dies 11 i 12 de febrer.

## Cronologia
| Data         | Hora  | Hora | Competició                         |
| Data         | KST   | CET  | Competició                         |
| ------------ | ----- | ---- | ---------------------------------- |
| 9 de febrer  | 10:00 | 3:00 | Programa curt - Individual masculí |
| 9 de febrer  | 10:00 | 3:00 | Programa curt - Parelles           |
| 11 de febrer | 10:00 | 3:00 | Ball curt - Dansa                  |
| 11 de febrer | 10:00 | 3:00 | Programa curt - Individual femení  |
| 11 de febrer | 10:00 | 3:00 | Ball lliure - Parelles             |
| 12 de febrer | 10:00 | 3:00 | Programa curt - Individual masculí |
| 12 de febrer | 10:00 | 3:00 | Programa curt - Parelles           |
| 12 de febrer | 10:00 | 3:00 | Ball lliure - Dansa                |

## Rècords
La següent nova puntuació rècord va ser assolida durant la competició:
| Competició                      | Patinador(a)            | Punt. | Data                 | Ref.  |
| ------------------------------- | ----------------------- | ----- | -------------------- | ----- |
| Programa curt Individual femení | Evgenia Medvedeva (OAR) | 81.06 | 11 de febrer de 2018 | [ 3 ] |

Medvedeva, durant la competició femenina individual del programa curta va tornar a establir un rècord de puntuació, amb 81.61 punts. Poc després, durant la mateixa competició, Alina Zagitova va superar la puntuació de Medvedeva i va establir un nou rècord pel programa curt de 82.92 punts.

## Classificació
Un total de 10 equips van classificar-se per la competició. Cada país s'havia d'haver classificat en tres de les quatre competicions olímpiques de patinatge artístic per ser considerat per la competició per equips. Tots els atletes s'havien d'haver classificat per una de les altres quatre competicions. Tot i així, si un país no es classificava per una de les quatre competicions, se li permet portar un atleta per tal de completar l'equip; això només es va haver d'utilitzar per Israel a la competició femenina.

### Durant la competició
Els primers segments disputats que cada disciplina disputa són els programes curts i els balls curts (en el cas de dansa sobre gel). Segons la classificació després del segment, a cada equip se'ls atorga una puntuació; al primer classificat se li atorguen 10 punts, al segon 9, el tercer 8 i fins a arribar al desè. Després dels primers segments, els països que es troben entre la sisena i desana posició, no avancen cap al següent segment de la competició, els programes lliure i balls lliures.

## Participants
Els països classificats van presentar els següents atletes per competir:
| País                       | Masculí                           | Femení                                     | Parelles                                                                          | Dansa                                       |
| -------------------------- | --------------------------------- | ------------------------------------------ | --------------------------------------------------------------------------------- | ------------------------------------------- |
| Alemanya                   | Paul Fentz (SP)                   | Nicole Schott (SP)                         | Aliona Savchenko / Bruno Massot (SP)                                              | Kavita Lorenz / Joti Polizoakis (SD)        |
| Atletes Olímpics de Rússia | Mikhail Kolyada (SP/FS)           | Evgenia Medvedeva (SP) Alina Zagitova (FS) | Evgenia Tarasova / Vladimir Morozov (SP) Natalia Zabiiako / Alexander Enbert (FS) | Ekaterina Bobrova / Dmitri Soloviev (SD/FD) |
| Canadà                     | Patrick Chan (SP/FS)              | Kaetlyn Osmond (SP) Gabrielle Daleman (FS) | Meagan Duhamel / Eric Radford (SP/FS)                                             | Tessa Virtue / Scott Moir (SD/FD)           |
| Corea del Sud              | Cha Jun-hwan (SP)                 | Choi Dabin (SP)                            | Kim Kyu-eun / Alex Kangchan Kam (SP)                                              | Yura Min / Alexander Gamelin (SD)           |
| Estats Units               | Nathan Chen (SP) Adam Rippon (FS) | Bradie Tennell (SP) Mirai Nagasu (FS)      | Alexa Scimeca Knierim / Chris Knierim (SP/FS)                                     | Maia Shibutani / Alex Shibutani (SD/FD)     |
| França                     | Chafik Besseghier (SP)            | Maé-Bérénice Méité (SP)                    | Vanessa James / Morgan Ciprès (SP)                                                | Marie-Jade Lauriault / Romain Le Gac (SD)   |
| Israel                     | Alexei Bychenko (SP)              | Aimee Buchanan (SP)                        | Paige Conners / Evgeni Krasnopolski (SP)                                          | Adel Tankova / Ronald Zilberberg (SD)       |
| Itàlia                     | Matteo Rizzo (SP/FS)              | Carolina Kostner (SP/FS)                   | Nicole Della Monica / Matteo Guarise (SP) Valentina Marchei / Ondrej Hotarek (FS) | Anna Cappellini / Luca Lanotte (SD/FD)      |
| Japó                       | Shoma Uno (SP) Keiji Tanaka (FS)  | Satoko Miyahara (SP) Kaori Sakamoto (FS)   | Miu Suzaki / Ryuichi Kihara (SP/FS)                                               | Kana Muramoto / Chris Reed (SD/FD)          |
| Xina                       | Yan Han (SP)                      | Li Xiangning (SP)                          | Yu Xiaoyu / Zhang Hao (SP)                                                        | Wang Shiyue / Liu Xinyu (SD)                |

## Resultats

### Programa curt i Dansa curta

#### Masculí
La competició masculina del programa curt va celebrar-se el 9 de febrer de 2018.
| #  | Nom               | País                       | TSS    | TES   | PCS   | SS   | TR   | PE   | CH   | IN   | Ded   | Stn | Pts. |
| -- | ----------------- | -------------------------- | ------ | ----- | ----- | ---- | ---- | ---- | ---- | ---- | ----- | --- | ---- |
| 1  | Shoma Umo         | Japó                       | 103.25 | 56.64 | 46.41 | 9.36 | 9.25 | 9.25 | 9.39 | 3.36 | 0.00  | 10  | 10   |
| 2  | Alexei Bychenko   | Israel                     | 88.49  | 47.59 | 40.90 | 8.07 | 7.82 | 8.43 | 8.29 | 8.29 | 0.00  | 7   | 9    |
| 3  | Patrick Chan      | Canadà                     | 81.66  | 38.56 | 45.10 | 9.21 | 9.07 | 8.50 | 9.14 | 9.18 | –2.00 | 6   | 8    |
| 4  | Nathan Chen       | Estats Units               | 80.61  | 37.73 | 43.88 | 8.89 | 8.75 | 8.46 | 8.96 | 8.52 | –1.00 | 8   | 7    |
| 5  | Matteo Rizzo      | Itàlia                     | 77.77  | 40.60 | 37.17 | 7.39 | 7.18 | 7.64 | 7.50 | 7.46 | 0.00  | 5   | 6    |
| 6  | Junhwan Cha       | Corea del Sud              | 77.70  | 40.71 | 36.99 | 7.46 | 7.25 | 7.46 | 7.46 | 7.36 | 0.00  | 1   | 5    |
| 7  | Yan Han           | Xina                       | 77.10  | 38.28 | 40.82 | 8.46 | 8.07 | 7.71 | 8.29 | 8.29 | –2.00 | 4   | 4    |
| 8  | Mikhail Kolyada   | Atletes Olímpics de Rússia | 74.36  | 33.75 | 42.61 | 8.75 | 8.39 | 8.11 | 8.75 | 8.61 | –2.00 | 9   | 3    |
| 9  | Paul Fentz        | Alemanya                   | 66.32  | 34.54 | 33.78 | 6.96 | 6.61 | 6.39 | 7.00 | 6.82 | –2.00 | 2   | 2    |
| 10 | Chafik Besseghier | França                     | 61.06  | 26.93 | 34.13 | 6.96 | 6.50 | 6.71 | 6.96 | 7.00 | 0.00  | 3   | 1    |

#### Parelles
La competició del programa curt de patinatge en parelles va celebrar-se el 9 de febrer de 2018.
| #  | Nom                                   | País                       | TSS   | TES   | PCS   | SS   | TR   | PE   | CH   | IN   | Ded   | Stn | Pts. |
| -- | ------------------------------------- | -------------------------- | ----- | ----- | ----- | ---- | ---- | ---- | ---- | ---- | ----- | --- | ---- |
| 1  | Evgenia Tarasova / Vladimir Morozov   | Atletes Olímpics de Rússia | 80.92 | 43.78 | 37.14 | 9.43 | 9.07 | 9.39 | 9.32 | 9.21 | 0.00  | 10  | 10   |
| 2  | Meagan Duhamel / Eric Radford         | Canadà                     | 76.57 | 41.08 | 35.49 | 8.82 | 8.71 | 9.00 | 8.96 | 8.86 | 0.00  | 8   | 9    |
| 3  | Aljona Savchenko / Bruno Massot       | Alemanya                   | 75.36 | 39.33 | 37.03 | 9.21 | 9.18 | 9.21 | 9.36 | 9.32 | –1.00 | 9   | 8    |
| 4  | Alexa Scimeca Knierim / Chris Knierim | Estats Units               | 69.75 | 38.41 | 31.34 | 7.86 | 7.57 | 7.96 | 7.89 | 7.89 | 0.00  | 4   | 7    |
| 5  | Yu Xiaoyu / Zhang Hao                 | Xina                       | 69.17 | 37.20 | 32.97 | 8.29 | 8.14 | 8.07 | 8.43 | 8.29 | –1.00 | 5   | 6    |
| 6  | Vanessa James / Morgan Ciprès         | França                     | 68.49 | 34.66 | 33.83 | 8.46 | 8.39 | 8.29 | 8.57 | 8.57 | 0.00  | 7   | 5    |
| 7  | Nicole Della Monica / Matteo Guarise  | Itàlia                     | 67.62 | 35.73 | 31.89 | 7.93 | 7.71 | 8.04 | 8.07 | 8.11 | 0.00  | 6   | 4    |
| 8  | Miu Suzaki / Ryuichi Kihara           | Japó                       | 57.42 | 32.13 | 25.29 | 6.54 | 6.07 | 6.39 | 6.25 | 6.36 | 0.00  | 3   | 3    |
| 9  | Paige Conners / Evgeni Krasnopolski   | Israel                     | 54.47 | 30.70 | 24.77 | 6.25 | 5.96 | 6.25 | 6.39 | 6.11 | –1.00 | 2   | 2    |
| 10 | Kim Kyu-eun / Alex Kam                | Corea del Sud              | 52.10 | 27.70 | 24.40 | 6.18 | 5.82 | 6.21 | 6.18 | 6.11 | 0.00  | 1   | 1    |

#### Dansa
La competició del ball curt de dansa sobre gel va celebrar-se l'11 de febrer de 2018.
| #  | Nom                                  | País                       | TSS   | TES   | PCS   | SS   | TR   | PE   | CH   | IN   | Ded   | Stn | Pts. |
| -- | ------------------------------------ | -------------------------- | ----- | ----- | ----- | ---- | ---- | ---- | ---- | ---- | ----- | --- | ---- |
| 1  | Tessa Virtue / Scott Moir            | Canadà                     | 80.51 | 41.61 | 38.90 | 9.61 | 9.54 | 9.86 | 9.79 | 9.82 | 0.00  | 9   | 10   |
| 2  | Maia Shibutani / Alex Shibutani      | Estats Units               | 75.46 | 38.42 | 37.04 | 9.32 | 9.11 | 9.29 | 9.36 | 9.21 | 0.00  | 7   | 9    |
| 3  | Ekaterina Bobrova / Dmitri Soloviev  | Atletes Olímpics de Rússia | 74.76 | 38.11 | 36.65 | 9.14 | 9.00 | 9.18 | 9.29 | 9.21 | 0.00  | 10  | 8    |
| 4  | Anna Cappellini / Luca Lanotte       | Itàlia                     | 72.51 | 37.31 | 36.20 | 8.89 | 8.71 | 9.29 | 9.07 | 9.29 | –1.00 | 8   | 7    |
| 5  | Kana Muramoto / Chris Reed           | Japó                       | 62.15 | 32.17 | 29.98 | 7.54 | 7.32 | 7.46 | 7.57 | 7.57 | 0.00  | 6   | 6    |
| 6  | Marie-Jade Lauriault / Romain le Gac | França                     | 57.94 | 29.08 | 28.86 | 7.25 | 7.11 | 7.21 | 7.25 | 7.25 | 0.00  | 5   | 5    |
| 7  | Wang Shiyue / Liu Xinyu              | Xina                       | 56.98 | 27.75 | 29.23 | 7.29 | 7.11 | 7.39 | 7.39 | 7.36 | 0.00  | 4   | 4    |
| 8  | Kavita Lorenz / Joti Polizoakis      | Alemanya                   | 56.88 | 28.97 | 27.91 | 6.96 | 6.75 | 7.04 | 7.14 | 7.00 | 0.00  | 2   | 3    |
| 9  | Yura Min / Alexander Gamelin         | Corea del Sud              | 51.97 | 24.88 | 27.09 | 6.79 | 6.54 | 6.82 | 6.89 | 6.82 | 0.00  | 3   | 2    |
| 10 | Adel Tankova / Ronald Zilberberg     | Israel                     | 44.61 | 22.32 | 22.29 | 5.57 | 5.50 | 5.57 | 5.75 | 5.46 | 0.00  | 1   | 1    |

#### Femení
La competició femenina del programa curt va celebrar-se l'11 de febrer de 2018.
| #  | Nom                | País                       | TSS   | TES   | PCS   | SS   | TR   | PE   | CH   | IN   | Ded   | Stn | Pts. |
| -- | ------------------ | -------------------------- | ----- | ----- | ----- | ---- | ---- | ---- | ---- | ---- | ----- | --- | ---- |
| 1  | Evgenia Medvedeva  | Atletes Olímpics de Rússia | 81.06 | 42.83 | 38.23 | 9.54 | 9.32 | 9.50 | 9.68 | 9.64 | 0.00  | 10  | 10   |
| 2  | Carolina Kostner   | Itàlia                     | 75.10 | 36.96 | 38.14 | 9.54 | 9.32 | 9.50 | 9.68 | 9.64 | 0.00  | 7   | 9    |
| 2  | Kaetlyn Osmond     | Canadà                     | 71.38 | 35.10 | 36.28 | 9.11 | 8.89 | 8.96 | 9.18 | 9.21 | 0.00  | 9   | 8    |
| 4  | Satoko Miyahara    | Japó                       | 68.95 | 34.33 | 34.62 | 8.71 | 8.39 | 8.71 | 8.68 | 8.79 | 0.00  | 8   | 7    |
| 5  | Bradie Tennell     | Estats Units               | 68.94 | 38.94 | 30.00 | 7.54 | 7.29 | 7.68 | 7.54 | 7.46 | 0.00  | 3   | 6    |
| 6  | Dabin Choi         | Corea del Sud              | 65.73 | 37.16 | 28.57 | 7.29 | 6.79 | 7.29 | 7.18 | 7.18 | 0.00  | 6   | 5    |
| 7  | Li Xiangning       | Xina                       | 58.62 | 32.65 | 25.97 | 6.61 | 6.14 | 6.64 | 6.46 | 6.61 | –1.00 | 2   | 4    |
| 8  | Nicole Schott      | Alemanya                   | 55.32 | 29.35 | 26.97 | 6.89 | 6.50 | 6.64 | 6.86 | 6.82 | –1.00 | 5   | 3    |
| 9  | Maé-Bérénice Méité | França                     | 46.62 | 22.79 | 24.83 | 6.29 | 6.00 | 6.04 | 6.32 | 6.39 | –1.00 | 4   | 2    |
| 10 | Aimee Buchanan     | Israel                     | 46.30 | 25.07 | 21.23 | 5.32 | 4.96 | 5.36 | 5.39 | 5.50 | 0.00  | 1   | 1    |

### Programa lliure i Ball lliure

#### Parelles
La competició del programa lliure de patinatge en parelles va celebrar-se l'11 de febrer de 2018.
| # | Nom                                   | País                       | TSS    | TES   | PCS   | SS   | TR   | PE   | CH   | IN   | Ded   | Stn | Pts. |
| - | ------------------------------------- | -------------------------- | ------ | ----- | ----- | ---- | ---- | ---- | ---- | ---- | ----- | --- | ---- |
| 1 | Meagan Duhamel / Eric Radford         | Canadà                     | 148.51 | 77.26 | 71.25 | 8.96 | 8.79 | 8.96 | 8.93 | 8.89 | –1.00 | 4   | 10   |
| 2 | Valentina Marchei / Onfrej Hotarek    | Itàlia                     | 138.44 | 72.02 | 67.42 | 8.18 | 8.21 | 8.54 | 8.64 | 8.57 | –1.00 | 2   | 9    |
| 3 | Natalia Zabiiako / Alexander Enbert   | Atletes Olímpics de Rússia | 133.28 | 68.06 | 66.22 | 8.39 | 8.07 | 8.18 | 8.39 | 8.36 | –1.00 | 5   | 8    |
| 4 | Alexa Scimeca Knierim / Chris Knierim | Estats Units               | 126.56 | 64.82 | 62.74 | 7.82 | 7.68 | 7.82 | 7.96 | 7.93 | –1.00 | 3   | 7    |
| 5 | Miu Suzaki / Ryuichi Kihara           | Japó                       | 97.67  | 49.24 | 49.43 | 6.39 | 5.93 | 6.04 | 6.29 | 6.25 | –1.00 | 1   | 6    |

#### Masculí
La competició masculina del programa lliure va celebrar-se el 12 de febrer de 2018.
| # | Nom             | País                       | TSS    | TES   | PCS   | SS   | TR   | PE   | CH   | IN   | Ded   | Stn | Pts. |
| - | --------------- | -------------------------- | ------ | ----- | ----- | ---- | ---- | ---- | ---- | ---- | ----- | --- | ---- |
| 1 | Patrick Chan    | Canadà                     | 179.75 | 87.67 | 93.08 | 9.50 | 9.29 | 8.93 | 9.39 | 9.43 | –1.00 | 4   | 10   |
| 2 | Mikhail Kolyada | Atletes Olímpics de Rússia | 173.57 | 88.35 | 86.22 | 8.82 | 8.43 | 8.61 | 8.57 | 8.68 | –1.00 | 1   | 9    |
| 3 | Adam Rippon     | Estats Units               | 172.98 | 86.20 | 86.78 | 8.61 | 8.39 | 8.82 | 8.75 | 8.82 | 0.00  | 3   | 8    |
| 4 | Matteo Rizzo    | Itàlia                     | 156.11 | 78.77 | 77.34 | 7.64 | 7.39 | 8.18 | 7.71 | 7.75 | 0.00  | 2   | 7    |
| 5 | Keiki Tanaka    | Japó                       | 148.36 | 72.02 | 77.34 | 8.00 | 7.57 | 7.50 | 7.96 | 7.64 | –1.00 | 5   | 6    |

#### Femení
La competició femenina del programa lliure va celebrar-se el 12 de febrer de 2018.
| # | Nom               | País                       | TSS    | TES   | PCS   | SS   | TR   | PE   | CH   | IN   | Ded  | Stn | Pts. |
| - | ----------------- | -------------------------- | ------ | ----- | ----- | ---- | ---- | ---- | ---- | ---- | ---- | --- | ---- |
| 1 | Alina Zagitova    | Atletes Olímpics de Rússia | 158.08 | 83.06 | 75.02 | 9.21 | 9.29 | 9.57 | 9.39 | 9.43 | 0.00 | 5   | 10   |
| 2 | Mirai Nagasu      | Estats Units               | 137.53 | 73.38 | 64.15 | 8.25 | 7.64 | 8.32 | 7.89 | 8.00 | 0.00 | 1   | 9    |
| 3 | Gabrielle Daleman | Canadà                     | 137.14 | 68.86 | 68.28 | 8.71 | 8.18 | 8.71 | 8.50 | 8.57 | 0.00 | 3   | 8    |
| 4 | Carolina Kostner  | Itàlia                     | 134.00 | 59.73 | 74.27 | 9.39 | 9.07 | 9.00 | 9.46 | 9.50 | 0.00 | 4   | 7    |
| 5 | Kaori Sakamoto    | Japó                       | 131.91 | 65.51 | 66.40 | 8.32 | 8.11 | 8.32 | 8.39 | 8.36 | 0.00 | 2   | 6    |

#### Dansa
La competició del ball lliure de dansa sobre gel va celebrar-se el 12 de febrer de 2018.
| # | Nom                                 | País                       | TSS    | TES   | PCS   | SS   | TR   | PE   | CH   | IN   | Ded   | Stn | Pts. |
| - | ----------------------------------- | -------------------------- | ------ | ----- | ----- | ---- | ---- | ---- | ---- | ---- | ----- | --- | ---- |
| 1 | Tessa Virtue / Scott Moir           | Canadà                     | 118.10 | 59.25 | 58.85 | 9.61 | 9.61 | 9.93 | 9.93 | 9.96 | 0.00  | 5   | 10   |
| 2 | Maia Shibutani / Alex Shibutani     | Estats Units               | 112.01 | 56.41 | 55.60 | 9.32 | 9.18 | 9.36 | 9.14 | 9.29 | 0.00  | 4   | 9    |
| 3 | Ekaterina Bobrova / Dmitri Soloviev | Atletes Olímpics de Rússia | 110.43 | 54.72 | 55.71 | 9.21 | 9.11 | 9.36 | 9.36 | 9.39 | 0.00  | 3   | 8    |
| 4 | Anna Cappellini / Luca Lanotte      | Itàlia                     | 1.7.00 | 52.70 | 54.30 | 8.96 | 8.79 | 9.07 | 9.14 | 9.29 | 0.00  | 2   | 7    |
| 5 | Kana Muramoto / Chris Reed          | Japó                       | 87.88  | 44.69 | 44.19 | 7.32 | 7.29 | 7.14 | 7.68 | 7.39 | –1.00 | 1   | 6    |

### Total
Després de les competicions de les diferents disciplines, els resultats van ser els següents:
| #    | País                       | M-SP | P-SP | D-SD | F-SP | P-FP          | M-FP          | F-FP          | D-FD          | Pts. |
| ---- | -------------------------- | ---- | ---- | ---- | ---- | ------------- | ------------- | ------------- | ------------- | ---- |
| 01 ! | Canadà                     | 8    | 9    | 10   | 8    | 10            | 10            | 8             | 10            | 73   |
| 02 ! | Atletes Olímpics de Rússia | 3    | 10   | 8    | 10   | 8             | 9             | 10            | 8             | 66   |
| 03 ! | Estats Units               | 7    | 7    | 9    | 6    | 7             | 8             | 9             | 9             | 62   |
| 4    | Itàlia                     | 6    | 4    | 7    | 9    | 9             | 7             | 7             | 7             | 56   |
| 5    | Japó                       | 10   | 3    | 6    | 7    | 6             | 6             | 6             | 6             | 50   |
| 6    | Xina                       | 4    | 6    | 4    | 4    | No va avançar | No va avançar | No va avançar | No va avançar | 18   |
| 7    | Alemanya                   | 2    | 8    | 3    | 3    | No va avançar | No va avançar | No va avançar | No va avançar | 16   |
| 8    | Israel                     | 9    | 2    | 1    | 1    | No va avançar | No va avançar | No va avançar | No va avançar | 13   |
| 9    | Corea del Sud              | 5    | 1    | 2    | 5    | No va avançar | No va avançar | No va avançar | No va avançar | 13   |
| 10   | França                     | 1    | 5    | 5    | 2    | No va avançar | No va avançar | No va avançar | No va avançar | 13   |

- Els empats es trenquen escollint les millors puntuacions de l'equip de dues disciplines diferents. Si encara s'està empatat, les dues puntuacions escollides se sumen entre elles.[7]